# Formation de Niobrara
La formation de Niobrara, également appelée craie de Niobrara, est une formation géologique en Amérique du Nord qui s'est formée il y a entre 87 et 82 millions d'années au cours des stades Coniacien, Santonien et Campanien du Crétacé supérieur. Il est composé de deux unités structurelles, le membre de Smoky Hill Chalk (en) recouvrant le membre de Fort Hays Limestone (en). La craie s'est formée à partir de l'accumulation de coccolithes provenant de micro-organismes vivant dans ce qui était autrefois la voie maritime intérieure de l'Ouest, une mer intérieure qui divisait le continent nord-américain pendant une grande partie du Crétacé. Il sous-tend une grande partie des grandes plaines des États-Unis et du Canada. Les preuves de la vie des vertébrés sont courantes dans toute la formation et comprennent des spécimens de plésiosaures, de mosasaures, de ptérosaures ainsi que plusieurs oiseaux aquatiques primitifs. La localité type (en) de la formation de Niobrara est la rivière éponyme dans le comté de Knox, dans le nord-est du Nebraska. La formation donne son nom au cycle de Niobrara de la voie maritime intérieure de l'Ouest.

## Histoire de l'exploration
La formation de Niobrara a été enregistrée en 1857 et nommée en 1862 par Fielding Bradford Meek (en), et Ferdinand Vandeveer Hayden. Il a été étudié pour la première fois lors d'une expédition dirigée par Othniel Charles Marsh de l'université Yale en 1870. Cette expédition et les suivantes dans la région en 1871 et 1872 ont donné le premier des nombreux restes de vertébrés fossiles communément attribués à la formation. Les fouilles se sont poursuivies les années suivantes jusqu'en 1879 sous la direction de collectionneurs de fossiles professionnels tels que B. F. Mudge et S. W. Williston nommés par Marsh.
La formation de Niobrara a été continuellement explorée depuis, avec des spécimens trouvés par H. T. Martin de l'université du Kansas et George F. Sternberg, le fils du célèbre collectionneur de fossiles Charles H. Sternberg. Une grande partie du meilleur matériel de la formation est exposée au Sternberg Museum of Natural History à Hays, Kansas.